# Ionenaustauscher

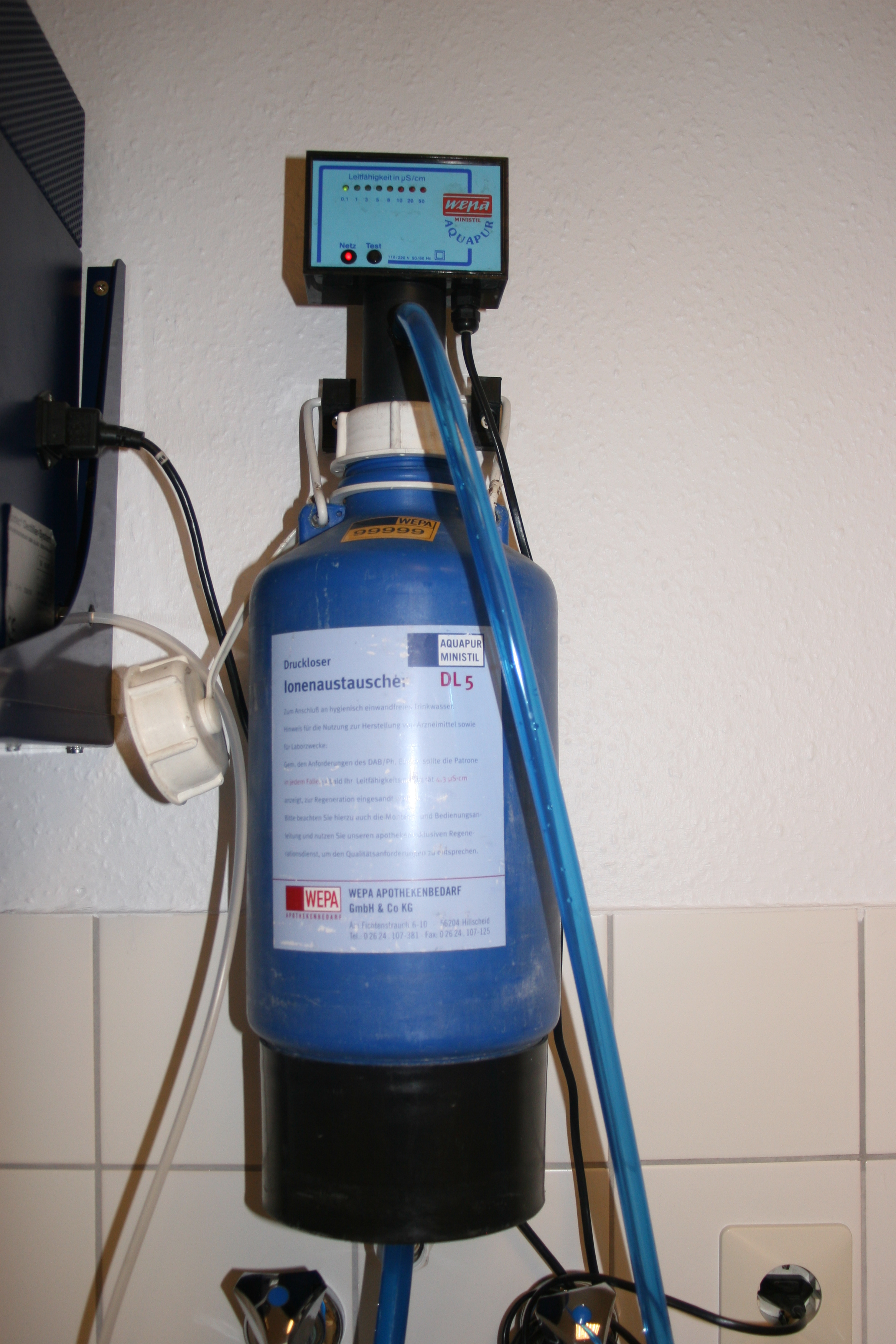
Kunstharz-Ionenaustauscherkartusche

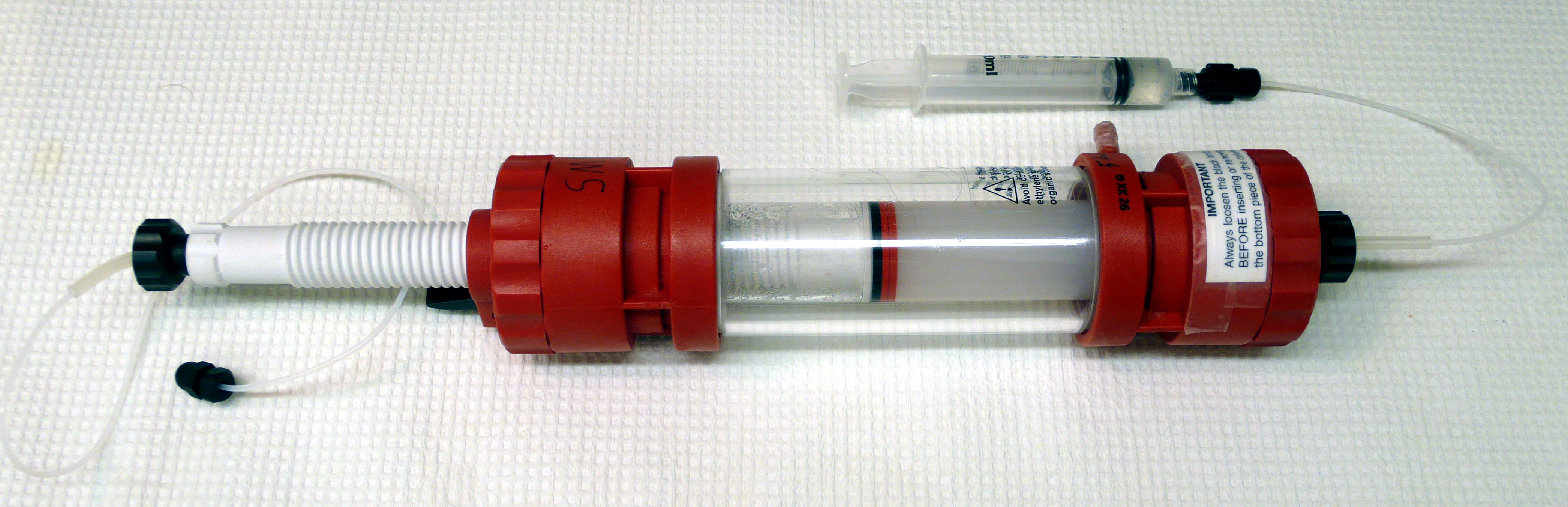
Ionenaustauschersäule

Ionentauscher oder Ionenaustauscher sind Materialien, mit denen gelöste Ionen durch andere Ionen gleicher (positiver oder negativer) Ladung ersetzt werden können; demnach findet ein Ionentausch statt. Ionenaustauscher sind mit einem Ionenaustauschermaterial, dem Ionenaustauscherharz, gefüllt und werden in Säulen bzw. Kartuschen (s. Abb.) oder als Membranen verkauft. Die zu behandelnde Lösung durchströmt den Ionenaustauscher, dabei werden die unerwünschten Ionen am Ionenaustauscherharz gebunden und eine äquivalente Ladungsmenge von vorher gebundenen Ionen in die Lösung abgegeben.
Beispielsweise kann ein Kationen-Austauscher Calcium-Ionen, die im normalen Leitungswasser gelöst sind, austauschen gegen Natrium-Ionen, die an den Ionenaustauscher gebunden sind. Solche Kationenaustauscher sind auch in Geschirrspülern vorhanden. In ihnen wird für Spülvorgänge Wasser aufbereitet, das frei von Calcium-Ionen ist. Ohne Kationenaustauscher kann es schnell zur Bildung von weißen Kalkablagerungen (Kalkflecken) auf dem Geschirr kommen oder sich Kesselstein an Heizelementen und in Rohrleitungen der Maschine ablagern (Verkalkung).
Wenn der Kationenaustauscher erschöpft und somit vollständig mit Calcium-Ionen beladen ist, muss er regeneriert werden: Die gebundenen Calcium-Ionen werden durch eine möglichst hoch konzentrierte Lösung, z. B. Natriumchlorid (Kochsalz), wieder verdrängt. Diesen Vorgang bezeichnet man als Regeneration eines Ionenaustauschers.
Eine natürliche Bedeutung haben Kationenaustauscher vor allem für die Kationenaustauschkapazität im Boden. Sie sorgen dafür, dass Kationen für die Pflanzen verfügbar bleiben und nicht durch den Regen ausgewaschen werden. Für die Altlastensanierung von Gewässern und Böden können spezielle Kationenaustauscher hergestellt werden, die in der Lage sind, gezielt bestimmte Schwermetallkationen aus Gewässern und Böden zu entfernen.

## Geschichte
Die Menschen nutzten das Prinzip der Ionenaustauscher, lange bevor die chemischen Hintergründe verstanden wurden.
Im Zweiten Buch Mose findet sich implizit die wohl älteste Erwähnung des Ionenaustauschprozesses: Es wird auf die Überführung von bitterem in trinkbares Wasser durch Einlegen von alten Baumstämmen hingewiesen – verrottete Zellulose ist ein guter Austauscher für Magnesium-Ionen:

„Da kamen sie nach Mara; aber sie konnten das Wasser von Mara nicht trinken, denn es war sehr bitter. Daher nannte man den Ort Mara. Da murrte das Volk wider Mose und sprach: Was sollen wir trinken? Er schrie zu dem Herrn, und der Herr zeigte ihm ein Holz; das warf er ins Wasser, da wurde es süß.“

Die ersten in der Technik gezielt verwendeten Ionenaustauscher waren Alumosilikate, die reversibel Erdalkali- und Alkaliionen aus einer Lösung aufnehmen bzw. abgeben können. Natürliche Austauscher dieses Typs sind z. B. in bestimmten vulkanischen Ablagerungen enthalten. Die ersten künstlichen Alumosilikate wurden zu Anfang des 20. Jahrhunderts entwickelt und unter dem Namen Permutit für die Enthärtung von Wässern verwendet.
Weitere Entwicklungen waren
- schwach saure Ionenaustauscher auf Basis spezieller Kohlen bzw. Karbonsäureharze[2]
- schwach basische Ionenaustauscher auf Basis von Phenolharzen.

Alle diese älteren Austauschtypen waren mechanisch gebrochene und nach bestimmten Korngrößen gesiebte Granulate.
Später konnten mit der Entwicklung der Phenolharze kugelförmige Polymere direkt gewonnen werden. Mit stark basischen Ionenaustauschern wurde es möglich, auch Silikate aus dem Rohwasser zu entfernen.
Heutige Austauscher basieren überwiegend auf modifizierten Polystyrolen und Polyacrylsäuren.

## Funktionsweise

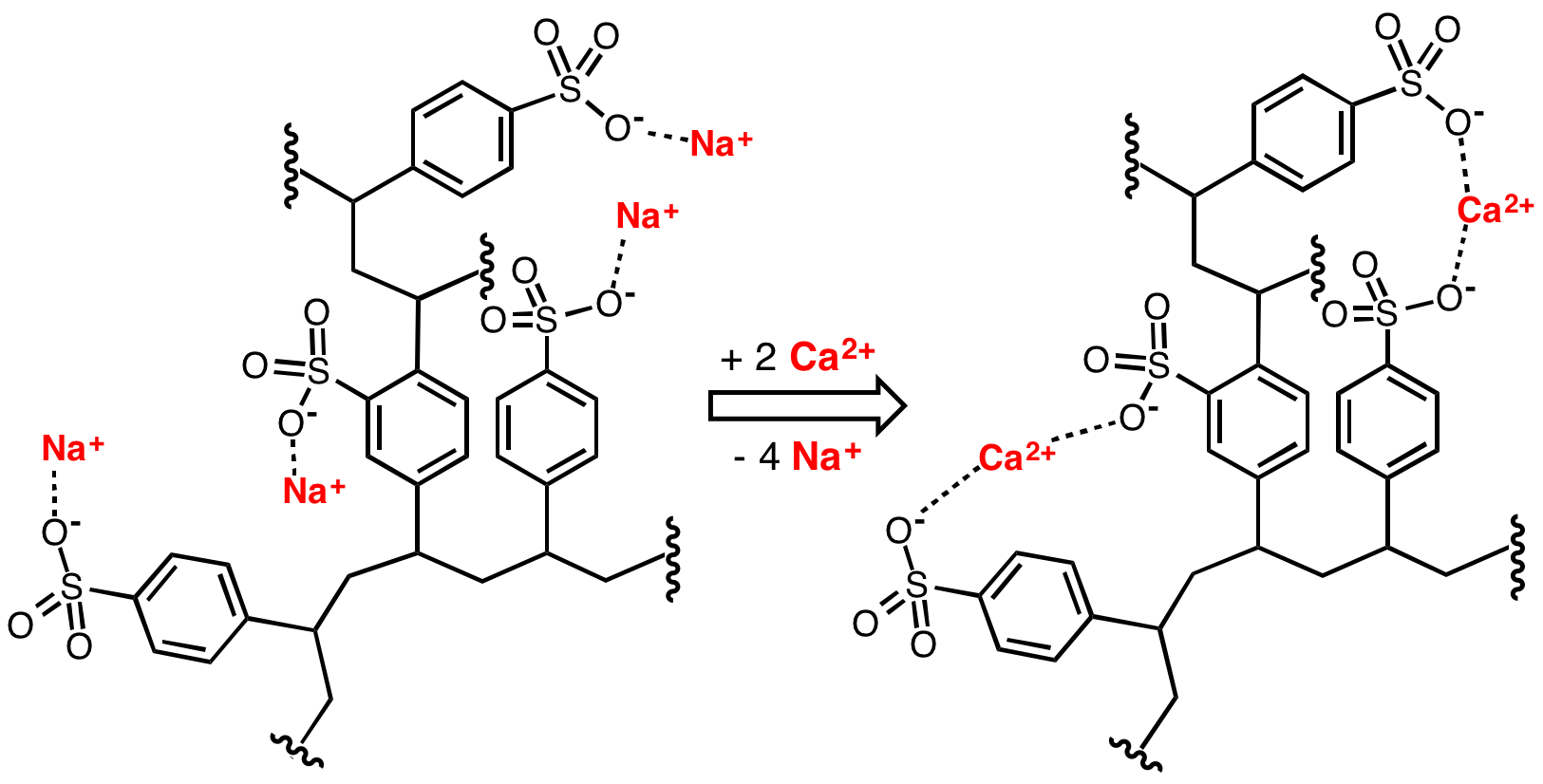
Schema eines Wasserenthärtungsprozesses: Calciumionen im Wasser werden durch Natriumionen ersetzt. Die Calciumionen werden vom Ionenaustauscher gebunden.

Das Prinzip des Ionentausches beruht darauf, dass Ionen umso stärker an den Ionenaustauscher gebunden werden, je höher ihre Ladung, und bei gleicher Ladung, je größer ihr Ionenradius ist. Zum Beispiel wird Na+ im Ionentauscher durch Ca2+ verdrängt, aber auch Ca2+ durch Al3+.
Das stärker bindende Ion verdrängt das schwächer bindende Ion von den Bindungsstellen des Ionentauschermaterials. Also muss dafür gesorgt werden, dass das unerwünschte Ion, das aus der Lösung entfernt werden soll, stärker gebunden wird als das Ion, das an den Ionenaustauscher gebunden ist.
| Metallion | KM/Ca |
| --------- | ----- |
| Hg2+      | 2800  |
| Cu2+      | 2300  |
| Pb2+      | 1200  |
| Ni2+      | 57    |
| Zn2+      | 17    |
| Cd2+      | 15    |
| Fe2+      | 4,0   |
| Mn2+      | 1,2   |
| Ca2+      | 1,0   |

Wie stark der Ionenradius die Selektivität eines Ionenaustauschharzes beeinflusst, zeigt nebenstehende Auflistung für zweiwertige Metallionen. Die Werte gelten für eine Lösung mit dem pH-Wert 4,0, Calcium als Basis und einem schwach sauren Kationenaustauschharz mit Polyacrylgerüst.
Weitere wichtige Einflussfaktoren dafür sind:
- der pH-Wert der Lösung im Zusammenhang mit der Art und der Anzahl der Bindungsstellen des Ionenaustauschermaterials
- die jeweilige Stoffmengenkonzentration. Durch Vergrößerung einer Stoffkonzentration können aufgenommene Ionen wieder vom Ionenaustauschmaterial verdrängt werden; letzteres wird bei einer Regeneration durchgeführt.

Nachfolgend werden die Reaktionen am Beispiel von Natriumionen angegeben, die als Kochsalz (NaCl) in einer wässrigen Lösung vorliegen. Für Aufnahme (= Beladung/Betrieb) und Ablösung (= Regeneration) wird ein stark saures Kationenaustauschharz verwendet. Das Regeneriermittel ist Salzsäure (HCl), deren Konzentration normalerweise bei 3–10 % liegt.
{\displaystyle \mathrm {R-SO_{3}H+Na^{+}+Cl^{-}+H_{2}O\ \rightleftharpoons \ R-SO_{3}Na+H_{3}O^{+}+Cl^{-}} }
{\displaystyle \mathrm {R-SO_{3}^{\,-}} }: Grundgerüst eines Kationenaustauschers, wie sulfoniertes Polystyrol
Bei Beladung verläuft die Reaktion von links nach rechts.
Wird die Konzentration des H3O+-Ions im rechten Teil der Gleichung gesteigert, so verschiebt sich die Reaktion wieder nach links, und der Austauscher wird in die Säureform zurückgewandelt, er wird regeneriert.
Wenn der Austauscher bei Beladung/Betrieb und Regeneration in der gleichen Richtung von der zu entsalzenden Flüssigkeit und der Regenerierlösung durchströmt wird, spricht man von einem Gleichstromaustauscher, bei einer entgegengesetzten Strömungsrichtung von einem Gegenstromaustauscher.
Im angeführten Beispiel wird bei der Beladung im ablaufenden Wasser eine verdünnte Salzsäure gebildet. Durch einen Gegenioneneffekt kommt es in Abhängigkeit von der Salzkonzentration im Rohwasser und dem Beladungszustand des Ionenaustauschharzes zu einem Natriumschlupf bei der Beladung, d. h. nicht alle gelösten Natriumionen werden im Austauscher gebunden; im ablaufenden Reinwasser nach dem Austauscher ist deshalb noch ein kleiner Natriumgehalt vorhanden. Dieser kann besonders bei einem Gleichstromaustauscher Werte von 1 mg Na+/l und höher erreichen. Bei einem Gegenstromaustauscher liegen sie bei ≤ 0,1 mg Na+/l.

## Arten

### Kationenaustauscher
Kationenaustauscher tauschen Kationen (positiv geladene Ionen) eines gelösten Salzes gegen andere Kationen aus, die Bestandteil des Austauschmaterials sind.
Kationenaustausch-Materialien (also die Ionenaustauscherharze) sind selbst Salze, deren
- Kationen (in Gleichung unten Z+) leicht in Lösung gehen, also mobil (beweglich) sind
- polymere und wasserunlösliche Anionen (in Gleichung unten Qm−) stationär, also unbeweglich, sind.

Als allgemeine Gleichung für den Prozess des Austausches einwertiger Kationen (Ka+) aus einem gelöst vorliegenden Salz (Ka+ + An−) durch den Ionenaustauscher [(Z+)nQm−] kann man schreiben:
{\displaystyle x\ {\text{Ka}}^{+}+x\ {\text{An}}^{-}+[({\text{Z}}^{+})_{n}{\text{Q}}^{m-}]\longrightarrow x\ {\text{Z}}^{+}+x\ {\text{An}}^{-}+[({\text{Z}}^{+})_{n-x}({\text{Ka}}^{+})_{x}{\text{Q}}^{m-}]}
Im Fall eines Kationenaustauschers ist die aktive Gruppe eine anionische Gruppe. Man unterscheidet
- schwachsaure Kationenaustauscher mit Carboxygruppen und abdissoziierbarem Kation
- starksaure Kationenaustauscher mit Sulfonsäuregruppen.

### Anionenaustauscher
Anionenaustauscher tauschen gelöst vorliegende Anionen (negativ geladene Ionen) gegen andere Anionen aus. Hierbei liegen die stationären Kationen des Anionenaustauschers polymer vor, während die Anionen mobil sind.
Starkbasische Anionenaustauscher enthalten Sorten quartäre Ammoniumgruppen als aktive Gruppen, die ihr Gegenion austauschen können.
Generell werden starkbasische Anionenaustauscher Typ I und Typ II verwendet. Ein Typ-I-Anionenaustauscher ist thermisch stabiler, hat aber eine geringere Austauschkapazität als ein Typ-II-Austauscher.
- Die austauschaktive Gruppe des Typ-I-Austauschers ist eine Trimethyl-ammonium-Gruppe ( –N+(CH3)3 ).
- Beim Typ II ist mindestens eine der drei Methylgruppen ersetzt durch eine Hydroxyethylgruppe ( –CH2–CH2–OH ).[4]

Schwachbasische Anionenaustauscher enthalten Aminogruppen, an welche die Anionen freier Säuren angelagert bzw. reversibel gebunden werden. Bei der Regeneration werden die freien Aminogruppen mit Laugen wieder zurückgebildet. Abhängig vom Typ der Aminogruppe – primär (–NH2), sekundär (–NHR) oder tertiär (–NR2) – ist die Basizität der Austauscher schwach bis mittelbasisch.

### Amphotere Austauscher
Amphotere Austauscher können gleichzeitig Anionen und Kationen austauschen.

### Beispiele für Ionenaustausch-Materialien
- Aluminiumoxid
- Chlorophyll
- Colestyramin, Colesevelam
- (faulendes) Holz
- Kunstharz-Ionenaustauscher
- funktionalisierte Sepharose
- Tonmineralien wie Montmorillonit
- Zeolithe [natürlich oder künstlich, z. B. Zeolith A (Sasil)].

## Technische Ionenaustauschsäulen
Während im Labor mit Austauschharzen gefüllte Säulen aus Glas oder Kunststoff verwendet werden, sind in technischen Anlagen die Säulen als Behälter ausgeführt. Diese Behälter sind überwiegend aus Stahl mit innerer Hartgummierung gefertigt. Im Behälter sind Drainagesysteme oder Düsenböden für den Ein- und/oder Austritt der behandelten Flüssigkeit und der Regenerierlösungen eingebaut. Je nach Ausführung der Austauscher bzw. dessen Funktion werden folgende Typen verwendet:
- Gleichstromaustauscher
- Gegenstromaustauscher
- Schichtbettaustauscher
- Mehrkammeraustauscher
- Mischbettaustauscher, auch in Sonderausführung als Triobett
- Doppelflussaustauscher
- Sandwichaustauscher

In den ersten vier Austauschertypen werden entweder Kationen- oder Anionenaustauschharze eingefüllt. Entsprechend werden schwach und stark saure bzw. schwach und stark basische Ionenaustauschharze verwendet. Für eine Entsalzung sind mindestens zwei Austauscher erforderlich, damit Kationen und Anionen entfernt werden können. Die restlichen drei Typen arbeiten mit Kationen- und Anionenaustauschharzen. Hier ist in einem Behälter eine Entsalzung möglich.
Eine typische Vollentsalzungsanlage enthält einen Austauscher für Kationen, einen Austauscher für Anionen und, falls Deionat mit einer Restleitfähigkeit von < 1,0 µS/cm erzeugt werden soll, einen Mischbettaustauscher. Diese Kombination wird auch als Entsalzungsstraße bezeichnet.
Zwischen Kationen- und Anionenaustauscher wird häufig noch ein Rieselbehälter zur CO2-Entfernung angeordnet. Letzterer reduziert die aus der Carbonathärte gebildete freie Kohlensäure auf < 10 mg/l. Dies ist wirtschaftlicher als die Entfernung über Anionenaustauscher.
Bei kontinuierlicher Reinwassererzeugung sind zwei Straßen erforderlich. Eine Straße ist in Betrieb und die zweite Straße befindet sich in Regeneration oder wird bereitgehalten. Die normale Betriebszeit einer Straße vor einer Regeneration beträgt mehr als 6 Stunden. Erfolgt die Auslegung der Anlage für weniger als 4 Stunden, so spricht man von einer Kurztaktanlage.
Außer den vorstehend angeführten Anlagen, die alle als Satzanlagen arbeiten, gibt es in der Technik auch Anlagen, die kontinuierlich arbeiten. Für diesen Typ der Entsalzungsanlage, sind verschiedene Verfahren entwickelt worden, die allerdings nur selten in der Praxis verwendet werden. Näheres hierzu unter kontinuierliche Ionenaustauschanlagen.

### Kunstharz-Ionenaustauscher
Kunstharz-Ionenaustauscher können sich im Aufbau ihrer Polymer-/Polykondensatgerüste unterscheiden: Man spricht von Gelharzen oder makroporösen Harzen. Die ersten Austauscher dieser Art wurden von Robert Grießbach in der Farbenfabrik Wolfen (damals Teil der I.G. Farben), in den 1930er Jahren entwickelt und unter dem Handelsnamen Wofatit ( Wolfener Farbenfabrik Permutit-Ersatz) auf den Markt gebracht. Die Produktion von Wofatit in Wolfen wurde in der DDR fortgesetzt und weiterentwickelt. Bis 1988 wurden 95 verschiedene Wofatit-Typen in die Produktion überführt, darunter Kationenaustauscher und Anionenaustauscher. Aktuelle Handelsnamen sind Lewatit (Lanxess), Dowex (Dow Chemicals), Amberlite (Rohm and Haas), Treverlite (CHEMRA) und Resinex (Jacobi Carbons). Die Harzaustauscher sind ein Mittel, um verschiedenste Arten von Wässern und wässerigen Lösungen aufzubereiten.
Wenn organische Ionenaustauscher für die Aufbereitung von Trink- und Brauchwasser oder im Bereich der Nahrungsmittelindustrie verwendet werden, sind besondere Anforderungen an die Qualität einzuhalten. Herstellungsbedingt können neue Austauscher während der ersten Betriebszeit Monomere an die behandelte Flüssigkeit abgeben. Der zulässige Schlupf von organischen Bestandteilen ist gesetzlich limitiert. Der Grenzwert für die Abgabe an TOC (organischem Kohlenstoff) darf in Deutschland bei einem zweifach wiederholten, 72-stündigen Kontaktversuch maximal 2,5 mg pro m2 Kontaktfläche und Tag betragen.
Nachfolgend eine Tabelle mit den generellen Kenndaten, die für die verschiedenen Sorten der Ionenaustauschharze von den Herstellern angegeben werden. Die aufgeführten Daten sind die Kenndaten eines stark sauren Kationenaustauschharzes und die Regeneriermittel Salzsäure (HCl) und Schwefelsäure (H2SO4):
|                                 | Einheit         | Daten                                                     |
| ------------------------------- | --------------- | --------------------------------------------------------- |
| Harztyp                         |                 | Polystyrolharz, Gelharz, funktionelle Gruppe: Sulfonsäure |
| Kornform                        | mm              | Kugeln, 0,3–1,2                                           |
| Temperaturbereich               | °C              | bis 120                                                   |
| pH-Bereich                      |                 | keine Beschränkung                                        |
| Schüttgewicht                   | g/l             | 800–900 (feuchtes Harz)                                   |
| Nutzbare Volumenkapazität (NVK) | val CaO/l       | max. 1,85 (max. 1,4)°                                     |
| Totale Volumenkapazität         | val/l           | 2,2 (feuchtes Harz)                                       |
| min. Schichthöhe Harzbett       | mm              | 600 (900)°                                                |
| Regeneriermittelaufwand         | g 100 % HCl/l   | bis 200 (bis 90)°                                         |
| Konzentration Regeneriermittel  | % HCl           | 4–6 (8–10)°                                               |
| Regeneriermittelaufwand         | g 100 % H2SO4/l | bis 250 (50–120)°                                         |
| Konzentration Regeneriermittel  | % H2SO4         | 1,5–6 (1,5–10)°                                           |
| Waschwasserbedarf               | l/l             | 4–7 (2–3,5)°                                              |
| spez. Belastung Betrieb         | l/h·l           | 4–40 (bis 180)°°                                          |
| Rückspülung                     | m/h             | 7–15 (normal nicht erforderlich)°                         |
| Druckverlust                    | je m+m/h        | 0,15–0,2 mWS bei 20 °C                                    |
| Lieferform, normal              |                 | mit Natrium beladen                                       |
| Quellung Na– → H–Form           | %               | 5–10                                                      |

° vor Klammer = bei Gleichstrom, in Klammer = bei Gegenstrom
°° vor Klammer bei Wasserentsalzung, in Klammer bei Kondensatentsalzung
Aus organisch belasteten Wässern mit Huminstoffen nehmen besonders Gelharze beispielsweise Huminsäuren auf, die bei einer Regeneration des Ionenaustauschers nicht entfernt werden können; sie führen zu dem so genannten Fouling der Ionenaustauscher.
Besonders Anionenaustauschharze sind vom Fouling betroffen und werden durch die Aufnahme solcher Verbindungen amphoter, da die Anionenaustauschharze dann Basen- und Säuregruppen tragen. Bei einer Regeneration der Austauscher mit Natronlauge werden nun auch Natriumionen gebunden. Insgesamt wird durch das Fouling sowohl die Leistung der Austauscher durch Blockierung aktiver Basengruppen vermindert, der Waschwasserbedarf bei Auswaschen der Regenerierlauge vergrößert, als auch die Reinwasserqualität durch höheren Natriumschlupf verschlechtert. Nach diversen Betriebszyklen werden die Ionenaustauschharze weitgehend inaktiv und müssen ausgetauscht werden. Durch die Entwicklung von makroporösen Ionenaustauschharze wurde die Entfernung der organischen Substanzen verbessert.
Für Ionenaustausch von Oberflächenwässern wie Moorwässern und Schwarzwässern mit hoher Konzentration an organischen Substanzen können so genannte Scavenger-Austauscher vorgeschaltet werden. Die Scavenger-Austauscher haben nur die Aufgabe, störende Huminstoffe abzufangen. Bei Anlagen mit Mehrkammeraustauschern kann auch eine Kammer als Scavengerstufe ausgebildet sein. Durch geeignete Rezepturen und Bedingungen bei der Herstellung können die Eigenschaften in weiten Grenzen gesteuert werden, so dass es möglich ist Austauscher herzustellen, die für bestimmte Ionen selektiv sind (z. B. Lewatit Mk51 für Borat).

### Regeneration
Die Regeneration von Ionenaustauschern beruht auf der Tatsache, dass der Ionenaustausch eine Gleichgewichtsreaktion ist. Tatsächlich findet auch im Betrieb gleichzeitig die gewünschte Hin- und die nicht gewünschte Rückreaktion statt. Beim Einsatz des Ionentauschers überwiegt jedoch die Hinreaktion. Die Rückreaktion wird bei der Regeneration gefördert, indem ein Überschuss an „schwächeren“ Ionen zugegeben wird, denn viele schwächere Ionen verdrängen die vom Austauscher bevorzugten „stärkeren“ Ionen. (Siehe auch: Prinzip vom kleinsten Zwang)
Die Regeneration wird im Gleich- oder im Gegenstrom durchgeführt, was sich auf die Fließrichtung der Flüssigkeiten während des Betriebes (auch Beladung genannt) und der Regeneration bezieht. Bei Gleichstrom wird der Ionenaustauscher sowohl im Betrieb als auch bei der Regeneration in der gleichen Richtung durchströmt. Bei Gegenstrom verläuft die Regeneration entgegengesetzt der Beladung. Zur Regeneration werden verschiedene Verfahren eingesetzt. Die wichtigsten Verfahren sind Gleichstrom-, Gegenstrom-, Verbund- und progressive Regeneration. Sie haben verschiedene Vor- und Nachteile im Hinblick auf Chemikalienaufwand und Regenerationswirkung. In Abhängigkeit von den unterschiedlichen Ionenaustauschharzen werden üblicherweise folgende Regenerierchemikalien verwendet:
- Für Kationenaustauscher: verdünnte Schwefelsäure oder Salzsäure sowie wässrige Kochsalzlösung.
- Für Anionenaustauscher: wässrige Ammoniaklösung, verdünnte Natronlauge und Natriumcarbonat oder wässrige Kochsalzlösung

Es sind auch Verfahren entwickelt worden, Austauscher mit Hilfe des elektrischen Stroms zu regenerieren, dabei wird der Austauscher (besonders für Mischbettaustauscher) zwischen zwei Austauschermembranen (KAT und AAT) gefüllt und Spannung angelegt. Die Ionen wandern im Feld und werden durch den Anolyten(Säure) und den Katolyten(Lauge) gebunden und dadurch abgetrennt. Die Membranen verhindern eine Diffusion der Elektrolyten zurück zum Austauscher.
Mischbettaustauscher müssen, wenn sie nicht elektrolytisch regeneriert werden, durch Spülen von unten in Säulen getrennt werden (der AAT setzt sich oben ab).
In den 1970er Jahren wurde untersucht, ob statt Chemikalien auch Unterschiede in der Temperatur für einen Ionenaustausch und die Regeneration ausreichen. Es wurden Ionenaustauschharze entwickelt, die bei Zimmertemperatur Kat- und Anionen aus einer Salzlösung aufnehmen und bei Erwärmung gegen H+ und OH−-Ionen wieder abgeben. Die Gleichung für diese Reaktionen lauten:
{\displaystyle \mathrm {R_{a}^{+}OH^{-}+R_{c}^{-}H^{+}+Na^{+}+Cl^{-}\rightleftharpoons R_{a}^{+}Cl^{-}+R_{c}^{-}Na^{+}+H_{2}O} }
Anionenharz in OH-Form + Kationenharz in H-Form reagieren mit Na- + Cl-Ionen zu Kationenharz in Natrium- und Anionenharz in Chlorid-Form + Wasser
Bei 20 °C verläuft die Reaktion von links nach rechts. Bei Erwärmung auf 80 °C werden die aufgenommenen Ionen wieder abgegeben, die Reaktion verläuft umgekehrt und die Harze werden in die regenerierte Form umgewandelt.
Bei milden Brackwässern kann eine über 80%ige Entsalzung erreicht werden. Als Sirotherm Process wurden in den USA erste Versuchsanlagen mit Erfolg getestet. Durch die Verteuerung der Energiekosten konnte sich dieses Verfahren bisher aber wirtschaftlich in der Praxis nicht durchsetzen.
Durch Aufnahme von Verunreinigungen blockierte und dadurch weitgehend inaktive Ionenaustauschharze – beispielsweise Kationenaustauscher mit Eiweißverbindungen oder Anionenaustauscher mit Huminsäuren – können mit warmer alkalischer Kochsalzlösung behandelt werden. Hierdurch sind häufig diese Verunreinigungen zumindest teilweise wieder ablösbar. Nach einer derartigen Spezialbehandlung ist zusätzlich eine normale Regeneration erforderlich.

## Anwendungen
Ionentauscher werden sehr oft zur Enthärtung, Umsalzung, Teilentsalzung oder Vollentsalzung von Wasser oder wässerigen Lösungen verwendet.
Ein Verfahren für die Trinkwasseraufbereitung, bei dem Kohlensäure (CO2) als Regeneriermittel verwendet wird, ist das um 1980 entwickelte „CARIX-Verfahren“. Dieses wird inzwischen häufiger sowohl für eine Teilentsalzung wie auch für die Verminderung des Sulfat- oder Nitratgehaltes in Trinkwässern verwendet.
Pulverisierte Ionenaustauscher werden für die Entfernung von geringen Verunreinigungen wie Farbstoffe, Metallspuren, giftige organische Chlorverbindungen usw. aus wässrigen Lösungen oder nichtwässrigen Flüssigkeiten z. B. durch eine Anschwemmfiltration eingesetzt.
Ionenaustauscher mit feiner Körnung und in größeren Schichthöhen werden für die chromatographische Trennung von organischen Verbindungen verwendet. Ein Beispiel ist die Separation von Glukose und Fruktose aus den Gemischen, die bei der Fermentierung von Maisstärke zu Invertzucker anfallen.
Ionenaustauschharze werden in der Chemie auch als Katalysatoren für diverse Synthesen eingesetzt. Diese Verwendung wird zum Teil auch in nichtwässrigen Lösungen durchgeführt.
Weitere Anwendungen für Ionenaustauscher sind:
- Herstellung von demineralisiertem Wasser: oft auch als Deionat oder fälschlicherweise als destilliertes Wasser (Wasser, das durch Destillation gereinigt wurde) bezeichnet. Mit Hilfe von Kationen- und Anionentauschern werden unerwünschte Salze aus dem Wasser entfernt. In der Wissenschaft und Technik bezeichnet man demineralisiertes Wasser daher auch als Deionat oder VE-Wasser (voll entsalzt).
- Elektronikindustrie: Für die Herstellung von elektronischen Bausteinen – insbesondere bei der Chipherstellung – wird extrem sauberes Deionat, auch als Reinstwasser bezeichnet, benötigt. Für die Herstellung von Reinstwasser wird Deionat mit einer Leitfähigkeit < 0,08 µS/cm zusätzlich noch über Filter, Porengröße ≤ 1 Mikrometer, gefiltert und zwecks Keimtötung mit Ultraviolett behandelt.
- Reinigung von Zuckersaftlösungen: Für die Reinigung von Zuckersäften bei der Herstellung von Zucker (Saccharose), Glucose- bzw. Fructosekonzentraten werden ebenfalls Kationen- und Anionentauscher verwendet. Hiermit werden Salze, Proteine und Farbstoffe aus den Rohlösungen entfernt und die Reinheit der Endprodukte wird verbessert. Weiterhin wird die Funktion der verwendeten Fermente bei der Gewinnung von Glucose bzw. Fructose aus Maisstärke verbessert. Durch Umsalzung der bei der Rübenzucker anfallenden Restmelasse kann die Zuckerausbeute verbessert werden. Wird bereits der rohe Zuckerrübensaft entsalzt, so kann dieser ohne Melasseanfall durch Eindampfen im Vakuum direkt auf Weißzucker verarbeitet werden. Aus dem Regenerationsabwasser können nebenher noch andere in der Rübe enthaltene Stoffe gewonnen werden.
- Brauwasser: Das bei der Herstellung von Bier verwendete Brauwasser darf keinen hohen Gehalt an Carbonathärte aufweisen. Weiterhin sollen die Magnesium- und Calciumsalze in einem bestimmten Verhältnis vorliegen. Natürliche Wässer entsprechen häufig nicht diesen Vorgaben. Brauwässer werden deshalb über schwach saure Kationenaustauscher teilentkarbonisiert. Die Regeneration der Austauscher wird mit Salz- oder Schwefelsäure durchgeführt.
- Urangewinnung: Neben der Rückgewinnung von insbesondere +2-wertigen Metallionen aus Abwässern wird bei der Urangewinnung aus Erz gezielt das Ionenaustauschverfahren zur Uranherstellung verwendet. Das Erz wird mittels alkalischem Carbonat aufgeschlossen. Aus der entstehenden Lösung kann mit schwach sauren Kationaustauschern oder mit stark basischen Anionenaustauscher das Uran aufkonzentriert werden. Aus den Regeneraten wird dann das Uran als Oxid, auch yellow cake genannt, ausgefällt.
- Geschirrspülmaschinen: hier werden Ionenaustauscher verwendet, um die Maschine vor Ca2+- und Mg2+-Ionen zu schützen, die zu Verkalkung und unrein wirkenden Gläsern führen können. Diese Ionen werden durch Na+-Ionen ersetzt und nicht wie bei anderen Austauschern durch  H+-Ionen, da diese weniger gefahrlos handhabbar wären. Die eingebaute Ionentauscher-Substanz ist nach einiger Zeit mit Ca2+- und Mg2+-Ionen beladen. Die dann notwendige Regeneration erfolgt durch Regeneriersalz (reines, grob gekörntes Kochsalz), das hierzu regelmäßig nachgefüllt werden muss.

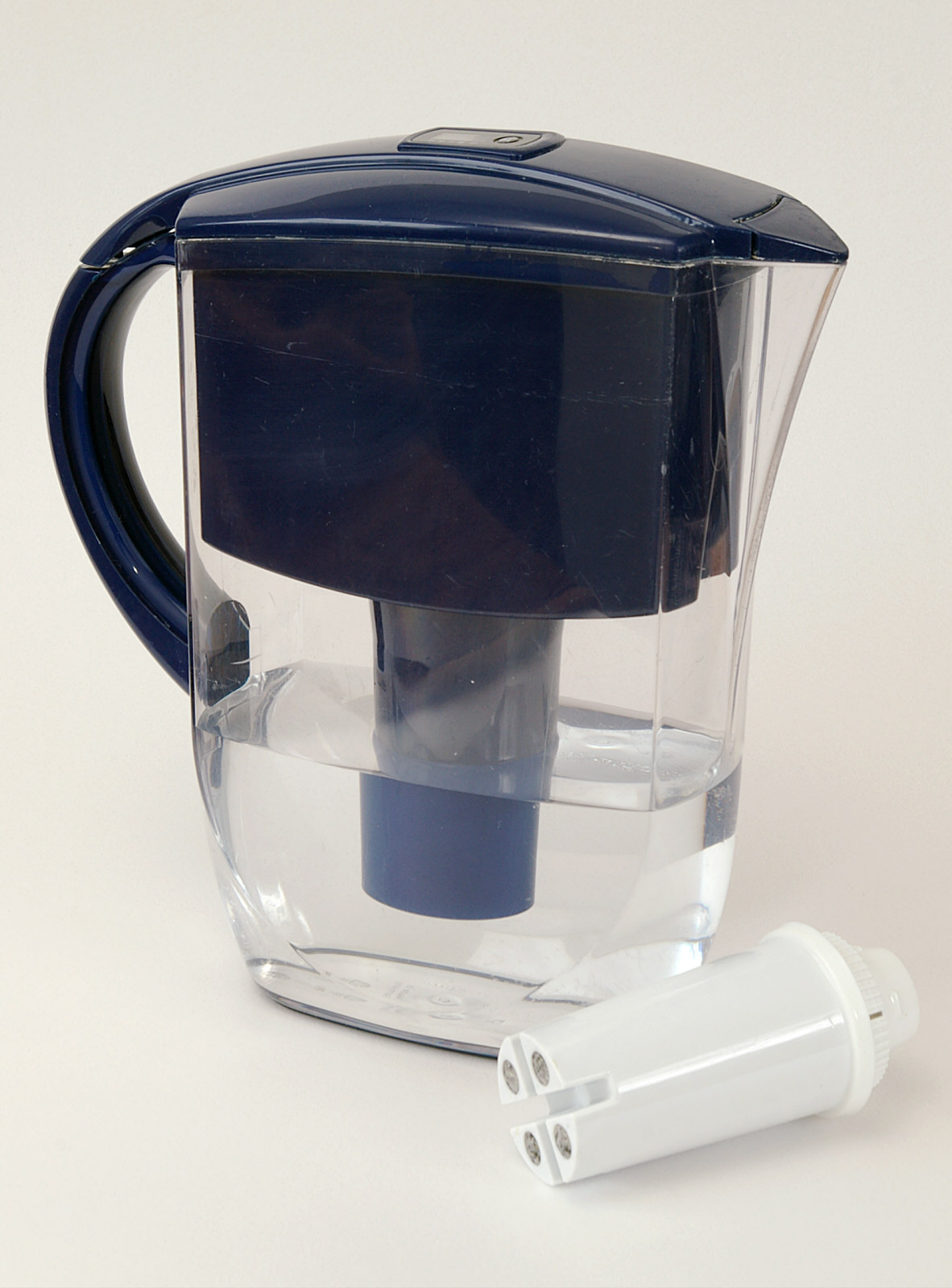
Haushalts-Wasserfilter

- Wasserfilter: sie enthalten meist nicht nur einen Ionentauscher, um das Wasser zu entkalken und um damit Kalkablagerungen in Wasserkochern zu verhindern, sondern meist auch Aktivkohle-Filter, um geruchs- und geschmacksstörende Stoffe zu entfernen.
- Waschmittel: auch in Waschmitteln soll der Ionentauscher den Calciumhydrogencarbonatgehalt des Wassers herabsetzten, um die Bildung von Kalkseifen zu verhindern. Dadurch wird weniger Waschmittel benötigt. Ein wichtiger Ionentauscher in Waschmitteln ist beispielsweise Zeolith A.
- Reinigung von Abwasser: Abwässer, die beim Galvanisieren zurückbleiben, enthalten Metall-Ionen, die in Kläranlagen die biologische Reinigungsstufe vergiften würden. Die zurückgehaltenen Metallionen (z. B. Silber) können anschließend einer Wiederverwertung zugeführt werden.
- Reinigung und Rückgewinnung von Phenolen aus Abwasser:Chemieabwässer müssen bei höheren Gehalten an Phenolen, Bisphenolen und p-Nitrophenol vorgereinigt werden. Ohne eine Abtrennung dieser Inhaltsstoffe würde in einer Kläranlage die biologische Reinigungsstufe stark behindert oder weitgehend blockiert. Mit speziellen makroporösen Anionenaustauschern können derartig verunreinigte Abwässer vorgereinigt werden. Bei höheren Gehalten können die Phenole auch zurückgewonnen werden.[12]
- In der Arzneimittelindustrie werden Ionenaustauschharze zur Aufkonzentrierung, Reinigung wie die Entfernung von Salzen und organischen Verunreinigungen und der Entfärbung verwendet. Der verwendete Typ des Ionenaustauschers ist dabei abhängig von den gewünschten und erforderlichen Reaktionen. Schwach basische Austauscher werden überwiegend für Reinigung von Aminosäuren und Abtrennung von Antibiotika mit Carbonsäuregruppen eingesetzt. Antibiotika mit basischen Gruppen werden dagegen mit schwach sauren Austauscher behandelt. Letzterer Austauschertyp wird beispielsweise auch für die Herstellung von Vitamin B12 verwendet. Stark basische Austauscher werden besonders für die Entfärbung eingesetzt. Stark saure Austauscher ermöglichen die Abtrennung und Isolierung von Alkaloiden.
- Medizin: zum Beispiel zur Abgabe von Wirkstoffen, indem im Körper vorhandene Protonen (H+-Ionen) oder Metall-Ionen in den Ionentauscher aufgenommen werden und der im Ionentauscher enthaltene Wirkstoff abgegeben wird. Eine weitere Anwendung ist die Behandlung einer Hyperkaliämie, indem K+-Ionen aus dem Körper entfernt werden und durch Na+-Ionen ersetzt werden. Bei der Therapie der Hypercholesterinämie verwendet man Anionenaustauscher (als sogenannte Ionenaustauscherharze), um negativ geladene Gallensäuren im Darm zu binden und im Austausch beispielsweise Citronensäure abzugeben. Dadurch wird der enterohepatische Kreislauf der Gallensäuren gehemmt, die Leber muss vermehrt Gallensäuren aus Cholesterin herstellen und der LDL-Cholesterinspiegel im Blut sinkt um bis zu 20 %.[13] Als positive Nebeneffekte sind ein Anstieg des sich günstig auswirkenden HDL-Cholesterins um 3–8 % und die Zunahme der Dichte der LDL-Rezeptoren zu werten, die zu einer vermehrten Extraktion des LDL aus dem Blut führt. Nachteilig können Obstipation (Verstopfung), Übelkeit und eine verminderte Resorption fettlöslicher Vitamine A, D, E, K auftreten. In Deutschland wird, wenn auch selten für diese Indikation, Cholestyramin verwendet.
- Hydrokultur: Bei der klassischen Hydrokultur mit Blähtonsubstrat (nicht zu verwechseln mit hydroponischen Anlagen) werden meist Langzeitdünger-Kügelchen auf Harzbasis in den Wasservorratsbehälter gegeben. Sie versorgen die Pflanzen durch Ionenaustausch mit Mineralien.
- Trennung der Seltenerdmetalle: Mit großem Erfolg wurde die Ionenaustauschmethode bei der zuvor äußerst umständlichen und schwierigen Trennung der verschiedenen Seltenerdmetalle angewandt. Durch Ionenaustausch konnte man erstmals das Seltenerdmetall Promethium sowie einige Transurane nachweisen und isolieren.
- In der Kernforschung zeigten sich Vorteile beim Abtrennen des Plutoniums vom Uran und dessen Kernspaltprodukten.
- Aquaristik: Bei empfindlichen Fischen, Weichtieren oder Krebsen zur Entfernung unerwünschter Ionen (z. B. Kupfer-Ionen). Auch zum Entfernen von Nitrit NO2− und Nitrat NO3− (Nitratfilter) im Süsswasseraquarium, falls bakteriell-biologische Filter nicht realisierbar sind.

## Ionenaustauschermembran
Als Ionenaustauschermembran (auch Ionentauschmembran) bezeichnet man dünne Folien (Dicke 20–100 Mikrometer), die nur von Ionen mit einem bestimmten Ladungsvorzeichen passiert werden können. „Anionentauschermembranen“ sind durchlässig für elektrisch negativ geladene Teilchen (Anionen), während „Kationentauschermembranen“ nur elektrisch positive geladene Teilchen (Kationen) hindurchlassen.
Ionentauschermembranen dienen als ladungsselektive Filter, mit deren Hilfe Kationen oder Anionen gezielt aus Lösungen entfernt werden können. Derartige Membranen werden in der Elektrodialyse zur Anreicherung von Salzlösungen bzw. zum Abtrennen von Salzen verwendet und zur Herstellung von Säuren und Laugen aus Salzlösungen eingesetzt.
Technische Ionentauschermembranen (z. B. Amberplex) bestehen aus wassergequollenen Polymernetzwerken, an denen über kovalente Bindungen elektrisch geladene chemische Gruppen fixiert sind, z. B. COO−, SO3−, PO4−, NR4+. Die Gesamtladung der Membran wird durch mobile Gegenionen ausgeglichen, die in der wässrigen Phase gelöst sind. Diese mobilen Gegenionen können durch andere mobile Ionen mit gleichem Ladungsvorzeichen ausgetauscht werden, sobald die Membran in Kontakt mit einer Salzlösung gebracht wird. Folglich können
- alle Ionen mit dem gleichen Ladungsvorzeichen wie die mobilen Gegenionen die Membran passieren
- alle Ionen mit dem entgegengesetzten Ladungsvorzeichen wie die mobilen Gegenionen – bzw. mit dem gleichen Ladungsvorzeichen wie die fixierten Ionen (funktionelle Gruppe) des Membrannetzwerkes (Polymernetzwerk) – die Membran nicht passieren.

Dieser Mechanismus wird als „Donnan-Ausschluss“ (nach Frederick George Donnan) bezeichnet und bewirkt, dass Ionenaustauschmembranen als ladungsselektive Filter verwenden können.
Die Selektivität S+/− einer Ionenaustauschmembran ist definiert als das Verhältnis der Konzentrationen von Kationen zu Anionen in der Membran:
{\displaystyle S={\frac {c_{\mathrm {kat} }}{c_{\mathrm {an} }}}}
Diese Größe nimmt mit steigender Salzkonzentration ab, d. h. in konzentrierten Salzlösungen (Salzkonzentration > 10–15 mol/L) werden die Membranen wirkungslos. Die Berechnung der Kationen-/Anionenselektivität ist äußerst schwierig, weil S+/− gleichzeitig von der Ionenaktivität und dem osmotischen Druck innerhalb der Membran abhängt.
Siehe auch Diaphragma (Elektrochemie).